# Megalamusus casenare
Megalamusus casenare är en insektsart som beskrevs av Morgan Hebard 1928. Megalamusus casenare ingår i släktet Megalamusus och familjen syrsor. Inga underarter finns listade i Catalogue of Life.